# Ливерморская национальная лаборатория
Ливермо́рская национа́льная лаборато́рия им. Э. Ло́уренса (Lawrence Livermore National Laboratory, LLNL) — национальная лаборатория Министерства энергетики США в Ливерморе, штат Калифорния. Входит в структуру Калифорнийского университета. Основана в 1952 году по инициативе Эдварда Теллера и содействии Эрнеста Лоуренса для интенсификации работ по созданию термоядерной бомбы. Наряду с национальной лабораторией в Лос-Аламосе является одной из двух лабораторий в США, основополагающей задачей которых служит разработка ядерного оружия.

## Задачи
Как сказано на официальном веб-сайте Ливерморской лаборатории, лаборатория является «главной научно-исследовательской и опытно-конструкторской организацией для решения проблем национальной безопасности». Она отвечает за «безопасность и надёжность» ядерного оружия США, применяя в его разработках достижения современной науки и техники. Также лаборатория занимается исследованиями в области наук, не связанных с оборонной деятельностью, таких как энергетика, экология и биология (в том числе биоинженерия).

## Оборудование
В Лаборатории расположен National Ignition Facility (NIF, Национальный комплекс зажигания / Национальный комплекс лазерных термоядерных реакций) — научный комплекс для осуществления инерциального термоядерного синтеза с помощью лазеров.

## Вычислительные ресурсы

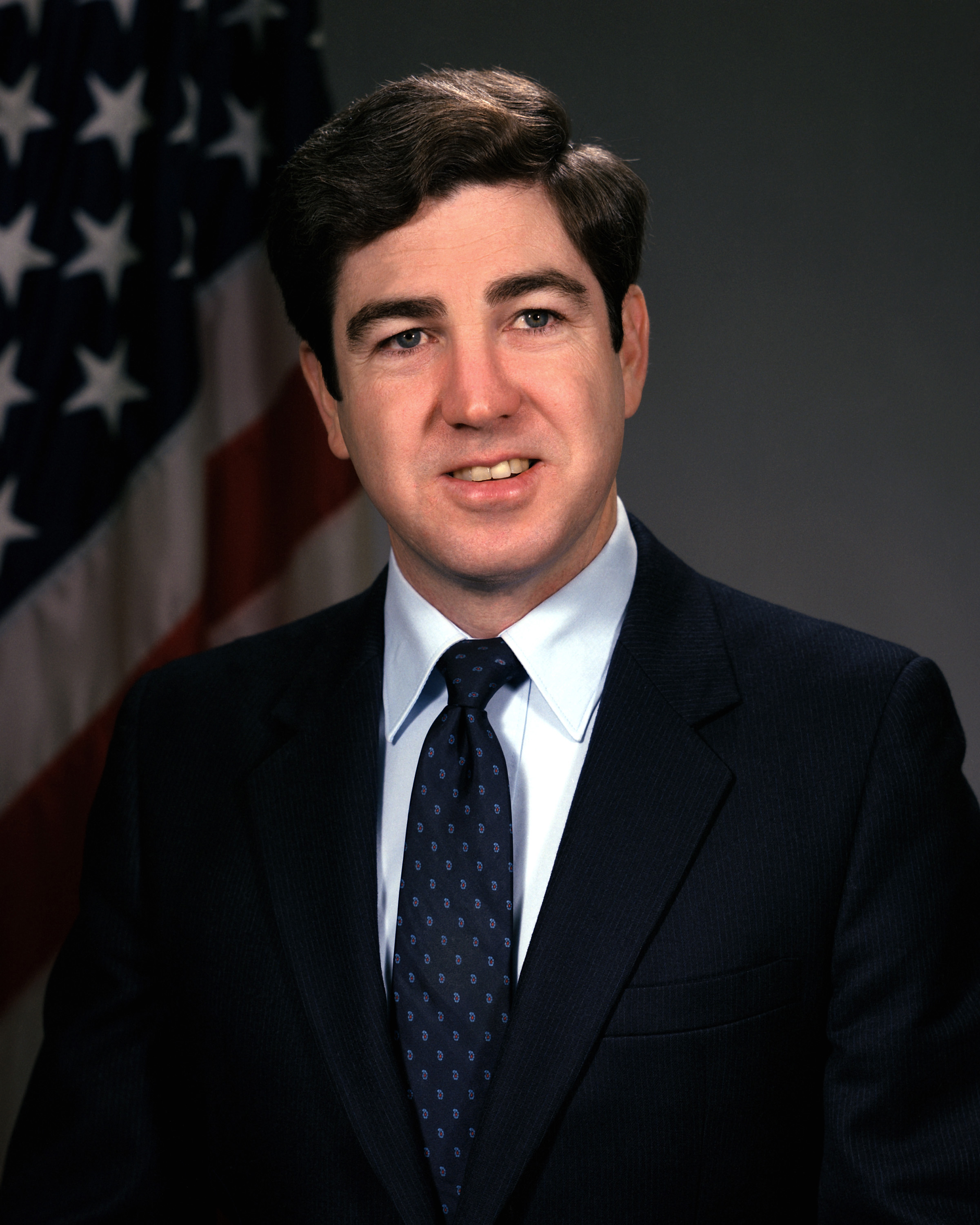
Рональд Реман в 1988(:en:Ronald F. Lehman) — директор Центра исследований глобальной безопасности Ливерморской национальной лаборатории (входит в состав министерства энергетики Соединенных Штатов).

Находясь на переднем крае передовых исследований, Ливерморская лаборатория всегда пользовалась возможностью заполучить самые передовые и самые мощные вычислительные машины, имевшиеся на тот момент, часто конкурируя в этой гонке с Лос-Аламосской национальной лабораторией. В начале 50-х годов компьютеры в первую очередь использовались для проведения расчётов по термоядерному оружию. Ниже приведён список приобретений Лаборатории по годам:
- 1953.04: Remington-Rand UNIVAC I (Universal Automatic Computer) — 1 машина
- 1954.06: IBM 701 — 2 машины
- 1955.04: IBM 704 — 4 машины
- 1958.09: IBM 709[англ.] — 4 машины
- 1960.04: IBM 7090 — 4 машины
- 1960.06: Remington-Rand UNIVAC LARC (Livermore Advanced Research Computer) — 1 машина
- 1960.09: IBM 7094[англ.] — 5 машин
- 1961.03: IBM 7030 Stretch — 1 машина
- 1962.02: CDC 1604[англ.] — 1 машина
- 1962.05: CDC 3600[англ.] — 2 машины
- 1964.04: CDC 6600 — 4 машины
- 1969.03: CDC 7600[англ.] — 5 машин
- 1976.07: CDC STAR 100[англ.] — 2 машины
- 1978.05: Cray-1 — 4 машины[2]
- 1984.06: Cray X-MP — 5 машин
- 1985.09: Cray-2 — 3 машины
- 1988.03: Cray Y-MP — 2 машины
- 1991: BBN Butterfly
- 1992.03: Cray C90
- 1993: Meiko CS-2[англ.]
- 1994.01: Cray T3D
- 1998.10: IBM ASCI Blue Pacific
- 2000.09: IBM ASCI White
- 2004: ASC Purple[3]
- 2004: Thunder (Linux-кластер от компании California Digital на базе процессоров Itanium2 и сети Quadrics QsNet-II)[4]
- 2005: Blue Gene/L
- 2006: Zeus
- 2006: ASC Rhea
- 2006: Atlas
- 2007: ASC Minos
- 2009: Dawn[5]
- 2012: IBM Sequoia (Blue Gene/Q)
- 2012: Vulcan (Blue Gene/Q)[6][7]
- 2018: Sierra[8]

Лаборатория принимала участие в государственной программе США Advanced Simulation and Computing Program по созданию суперкомпьютеров, которые бы позволили США следить за состоянием своего ядерного арсенала после объявления в октябре 1992 года моратория на проведение ядерных испытаний. По этой программе в Лаборатории были установлены суперкомпьютеры ASCI Blue Pacific, ASCI White, ASC Purple и IBM Blue Gene/L, которые вошли в число самых мощных суперкомпьютеров своего времени.
Сам термин «суперкомпьютер» был придуман специалистами из Ливерморской лаборатории Джорджем Майклом и Сиднеем Фернбачем.
Осенью 2004 года на территории Лаборатории был построен комплекс Terascale Simulation Facility (TSF), в котором разместились все имевшиеся в распоряжении Лаборатории суперкомпьютеры. Комплекс оборудован современными системами энергообеспечения, охлаждения и энергосбережения. Ныне здание Terascale Simulation Facility получило название Building 453 и вместе с построенным рядом Building 654 образует комплекс Livermore Computing Complex.
В марте 2014 года было объявлено, что Ливерморская национальная лаборатория (Lawrence Livermore National Laboratory — LLNL) объединяет усилия с двумя другими национальными лабораториями: Окриджской национальной лабораторией (Oak Ridge National Laboratory — ORNL) и Аргоннской национальной лабораторией (Argonne National Laboratory — ANL) для создания суперкомпьютеров следующего поколения. Системы, которые будут проектироваться, должны обладать пиковой производительностю 200 ПФлопс. Ожидается, что такую систему удастся создать в 2017—2018 годах. Она разместится в здании Building 453.
В 2014 году Лаборатория совместно с компанией IBM начала создание 150-петафлопсного суперкомпьютера Sierra, запуск которого планируется на 2018 году и разместится он в Building 654.

## Директора
Следующие учёные работали в качестве директора лаборатории:
- 1952—1958: Герберт Йорк
- 1958—1960: Эдвард Теллер
- 1960—1961: Гарольд Браун
- 1961—1965: Джон Фостер
- 1965—1971: Майкл Мэй
- 1971—1988: Роджер Батцел
- 1988—1994: Джон Наколс
- 1994—2002: Брюс Тартер
- 2002—2006: Майкл Анастасио
- 2006—2011: Джордж Миллер
- 2011—2013: Пэрни Олбрайт
- 2013—2014: Бретт Кнапп, исполняющий обязанности
- 2014—2021: Уильям Голдстейн[15]
- 2021- н. в.: Кимберли Будил

## Интересные факты
Название химического элемента № 116 ливермория (Livermorium, символ Lv) дано в честь Ливерморской национальной лаборатории, участвовавшей в открытии этого элемента.